# Papuacocelus
Papuacocelus is een geslacht van Phasmatodea uit de familie Phasmatidae. De wetenschappelijke naam van dit geslacht is voor het eerst geldig gepubliceerd in 2006 door Hennemann & Conle.

## Soorten
Het geslacht Papuacocelus is monotypisch en omvat slechts de volgende soort:
- Papuacocelus papuanus Hennemann & Conle, 2006